# 根来村
根来村（ねごろむら）は、和歌山県那賀郡にあった村。現在の岩出市の北東部にあたる。

## 地理
- 山岳：愛宕山

## 歴史
- 1889年（明治22年）4月1日 - 町村制の施行により、森村・奥安上谷村・西坂本村・堀口村・尼ヶ辻村・川尻村・今中村・押川村の区域をもって発足。
- 1956年（昭和31年）9月30日 - 岩出町・山崎村・上岩出村および小倉村の一部（大字山崎および上三毛の一部）が合併し、改めて岩出町が発足。同日根来村廃止。

## 名所・旧跡・観光スポット・祭事・催事
- 根来寺